# زیردریایی کلاس لافایت
زیردریایی کلاس لافایت (به انگلیسی: Lafayette-class submarine) یک کلاس از زیردریایی است که طول آن ۴۲۵ فوت (۱۳۰ متر) می‌باشد.